# توماس بلاكبيرن
توماس بلاكبيرن ممثل أسترالي معروف بأدواره في المسلسلات التلفزيونية مثل سمثينغ إن ذي إير، الشمس الفضية و راش وكذلك في الأفلام مثل ذ بانك.

## الأعمال الفنية
| السنة     | العنوان          | الدور                 | نوع العمل الفني |
| --------- | ---------------- | --------------------- | --------------- |
| 1998      | بلو هيلرز        | مارك هوبسون           | مسلسل تلفزيوني  |
| 1998      | نيبرز            | آدم شيري              | مسلسل تلفزيوني  |
| 1998      | ستيت كورونر      | جاك فالديز            | مسلسل تلفزيوني  |
| 1998      | دريفن كريزي      | رولي جنكينز           | مسلسل تلفزيوني  |
| 2000–2002 | سمثينغ إن ذي إير | هاري فيرتيو           | مسلسل تلفزيوني  |
| 2001      | ذ بانك           | جيم دويل (الصغير)     | فلم             |
| 2002      | بلو هيلرز        | ستيف ويلسون           | مسلسل تلفزيوني  |
| 2002–2004 | نيبرز            | دانيال كلوهسي         | مسلسل تلفزيوني  |
| 2003      | ند كيلي          | ولد من بلدة جيريلديري | فلم             |
| 2004      | أورنجز           |                       | فلم قصير        |
| 2004      | بيتي 24          |                       | فلم قصير        |
| 2004      | الشمس الفضية     | تاين ويلسون           | مسلسل تلفزيوني  |
| 2005      | هوليز هيروز      | ميتش ميوس             | مسلسل تلفزيوني  |
| 2008      | راش              | كونستابل بيترسون      | مسلسل تلفزيوني  |
| 2009      | سيتي هوميسايد    | أيان ميلور            | مسلسل تلفزيوني  |
| 2011      | كيلينغ تايم      | كونستابل تايلور       | مسلسل تلفزيوني  |

## وصلات خارجية
- توماس بلاكبيرن على موقع IMDb (الإنجليزية)
- توماس بلاكبيرن على موقع قاعدة بيانات الفيلم (الإنجليزية)
- معلومات عن توماس بلاكبيرن على تي في.كوم